# グータ

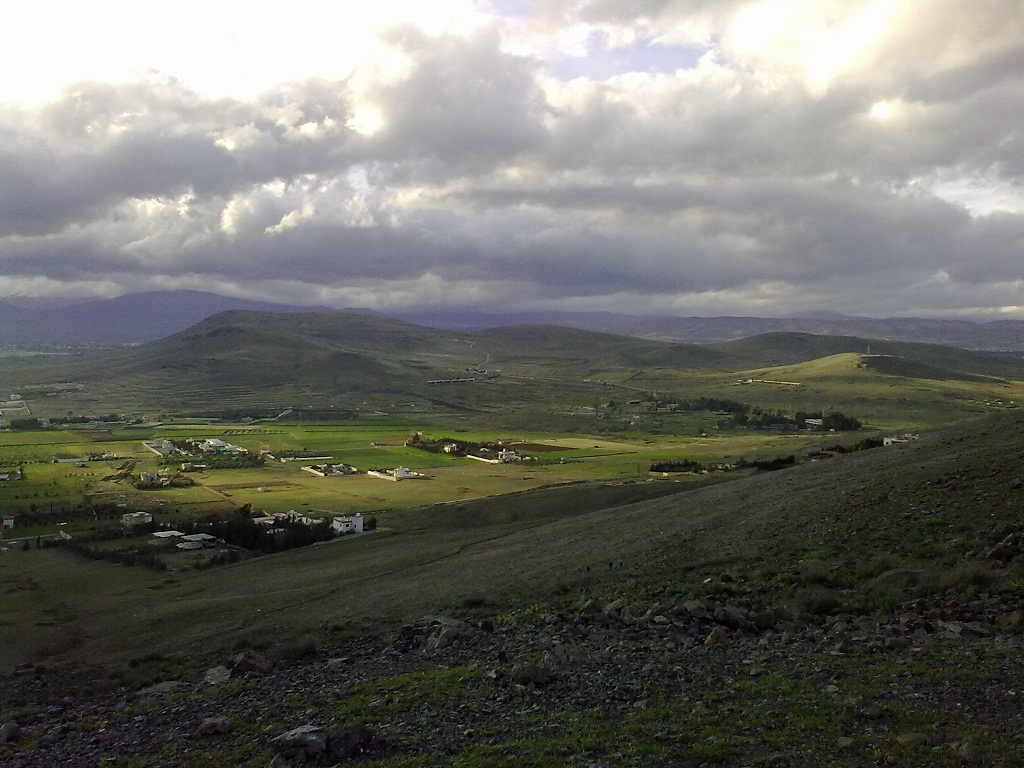
グータ地区

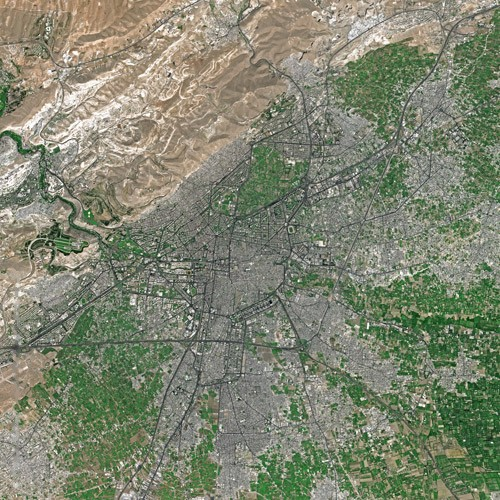
2006年のダマスカス

グータ (アラビア語: غوطة دمشق /ラテン文字表記: Ghūṭat Dimashq)は、シリアの首都ダマスカスの東～南を囲む郊外地域。

## 歴史
かつてバラダ川沿いのオアシス都市だった。
多くの運河が掘られ、グータは東と南に拡大した。
グータはダマスカスとシリア砂漠を隔てる緩衝地帯で、都市に穀物や野菜、果物を供給した
ダマスカス周辺の灌漑農地は370km2に達した。
1980年代に入ると都市化が進み、緑地が減少した。
シリア内戦の前には約200万人が暮らしていたが、2017年には約40万人まで減少した。

### シリア内戦
2011年3月にシリア内戦が始まると、東グータの住民の一部は大統領バッシャール・アル＝アサドに抗議した。
2012年11月、反政府軍に加わった彼らは政府軍をグータから追放した。
2013年2月、反政府軍はダマスカスの外環道とジョバル地区を獲得した。5月、イランとヒズボラの支援を受けた政府軍が反撃に転じ、東グータの包囲を始めた。
2017年中盤時点で、この地域の主要反政府軍はドゥーマーを拠点とするイスラム軍だった。
イスラム軍のこの地域の戦力は翌年序盤で推計1～1.5万人だった
次がアル・ラフマン軍団で、自由シリア軍と同盟を結んで中央～西グータを統治していた。
他にもシャーム自由人イスラム運動やシャーム解放機構等の小勢力も存在した。2018年2月、政府軍は地上侵攻を行い、1000人以上の住民を虐殺している。
4月、最後の拠点ドゥーマが陥落し、反体制派は東グータから撤退した。